# Trifluoruro di azoto
Il trifluoruro di azoto, o fluoruro di azoto(III), è un composto inorganico binario dell'azoto trivalente con il fluoro, avente formula NF3 ed è il primo e il più stabile dei trialogenuri di azoto. Si presenta come un gas incolore, non infiammabile, con un leggero odore di muffa, tossico, non idrolizzabile in acqua.
Trova un uso crescente per le sue proprietà fluoruranti ad alte temperature e come ingrediente per plasmi impiegati nell'incisione e pulitura del silicio in circuiti integrati (produzione di monitor a schermo piatto, pannelli fotovoltaici, LED e altra microelettronica). Il trifluoruro di azoto è anche un gas serra estremamente potente e di lunga persistenza. La sua concentrazione in atmosfera ha superato le 2 parti per trilione nel 2019 ed è raddoppiato ogni cinque anni dalla fine del XX secolo. È disponibile commercialmente e viene fornito in bombole pressurizzate.

## Storia
Il trifluoruro di azoto fu preparato per la prima volta nel 1928 dal chimico tedesco Otto Ruff, dopo un suo primo tentativo nel 1903, attraverso l'elettrolisi del bifluoruro di ammonio (NH4HF2) sciolto in acido fluoridrico anidro. Anni dopo, nel 1957, il chimico P. Sartori migliorò la procedura, rendendola anche parecchio più sicura con l'eliminazione dei sottoprodotti instabili ed esplosivi NH2F e NHF2 che si formavano a causa del biossido di manganese che era stato introdotto.

## Proprietà e struttura
Il fluoruro di azoto(III) è un composto esotermico (ΔHƒ° = -132,09 kJ/mol) e cineticamente stabile, quello di gran lunga più stabile tra gli alogenuri dell'azoto. La sua scarsa reattività è stata accostata a quella di CF4. L'energia necessaria per rompere il legame F2N−F è valutata in 238,9 kJ/mol, un valore relativamente basso che permette la rottura ad alte temperature, cosicché in tal caso oltre a formarsi un atomo di F estremamente reattivo, si forma anche il radicale libero •NF2, anch'esso attivo.
La molecola è piramidale trigonale, come atteso per specie AX3E dalle indicazioni VSEPR. L'atomo di N è al vertice e forma tre legami singoli con ciascuno dei tre atomi F situati alla base della piramide e ha su di sé una coppia solitaria. Lo schema di ibridazione di N, con tre legami sigma e una coppia solitaria, è tipo sp3.

### Parametri strutturali
Da indagini combinate di spettroscopia rotazionale nella regione delle microonde e di spettroscopia vibrazionale nel lontano infrarosso sono stati ricavati i dati strutturali della molecola. La lunghezza di ciascun legame N–F è di 136,48 pm e l'angolo F-N-F è di 102,37°. La simmetria della molecola è C3v e il suo momento dipolare è piccolo, pari a 0,235 D. Le distanze F . . . F di non legame tra i fluori geminali, pari a 212,7 pm sono parecchio inferiori al doppio del raggio di van der Waals del fluoro, che ammonta a 300-320 pm.
Il legame N–F risulta sensibilmente più corto della somma dei raggi covalenti di N e F (146 pm), come atteso per la differenza di elettronegatività tra N e F (Δχ ≈ 0,95), e quindi per la polarità dei legami che ne consegue, la quale rafforza i legami stessi e quindi li accorcia.  È anche leggermente più corto che nella tetrafluoroidrazina (N2F4,139,3 pm). Nel tetrafluoruro di carbonio la differenza di elettronegatività è maggiore (Δχ ≈ 1,43) e il legame C−F (131,51 pm) è un po' più corto.
La presenza della coppia solitaria su N ha l'effetto di occupare per sé più spazio angolare delle coppie di legame, il che lascia agli altri legami un angolo più stretto del valore teorico (109,5°); inoltre, i legami con atomi più elettronegativi (F) sono depauperati di carattere s negli orbitali ibridi dell'azoto, il che comporta angoli tra di essi minori del teorico, come accade qui e come è previsto dalla regola di Bent. I due effetti agiscono insieme su NF3 nello stesso senso e l'angolo risulta quindi assai più stretto. Nel tricloruro di azoto gli angoli corrispondenti Cl-N-Cl (107,78°) sono maggiori; essendo il cloro meno elettronegativo del fluoro, i legami N–Cl hanno più carattere s dei legami N–F e di conseguenza in NCl3 gli angoli si aprono un po' rispetto a NF3.
Il valore particolarmente basso del momento dipolare, se confrontato ad esempio con quello del trifluorometano HCF3 (1,645 D), è dovuto alla presenza su N della coppia solitaria. Questa dà un contributo al momento dipolare che è opposto a quello dato dagli atomi di fluoro; nell'ammoniaca NH3, o anche in HCF3, i momenti sono invece sempre concordi e quindi si sommano a dare un valore maggiore.

## Sintesi e reattività
Il trifluoruro di azoto non esisteva in quantità significative sulla Terra prima della sua sintesi da parte dell'uomo. È un raro esempio di fluoruro binario che può essere preparato direttamente dagli elementi solo in condizioni molto insolite, come una scarica elettrica.
A temperatura ambiente NF3 è pressoché inerte, in marcato contrasto con gli altri trialogenuri di azoto come il tricloruro di azoto, il tribromuro di azoto e il triioduro di azoto, che sono tutti via via più instabili ed esplosivi. È il solo tra i trialogenuri di azoto ad avere un'entalpia di formazione negativa. 
Attualmente NF3 è preparato sia per reazione diretta di ammoniaca e fluoro (diluito con N2), sia tramite una variazione del metodo elettrolitico di Otto Ruff. In connessione a studi sulla possibile distruzione del trifluoruro di azoto atmosferico, si trova che, mentre esso non reagisce apprezzabilmente con l'ozono e con i radicali ossidrile (•OH), la sua reazione con l'ossigeno singoletto O(1D), che è una specie molto più reattiva e un forte acido di Lewis, è efficace e passa per la formazione iniziale dell'ossitrifluoruro di azoto ONF3.
Il trifluoruro di azoto gassoso è piuttosto non reattivo fino a circa 250 ÷ 300 °C. Dato il suo basso momento dipolare, il trifluoruro di azoto è pochissimo solubile in acqua, dove si scioglie senza subire reazioni chimiche; tuttavia, in soluzioni basiche a 100 °C si idrolizza lentamente. Questo in contrasto all'ammoniaca, che in soluzione acquosa reagisce come base; è inoltre una molecola notevolmente polare (1,47 D) e protica, per i legami δ−N−Hδ+. Questa differenza è connessa alla presenza degli atomi di fluoro che sono fortemente elettron-attrattori (F è il più elettronegativo), per cui la polarizzazione dei legami è invertita rispetto a NH3, δ+N−Fδ−. 
Il trifluoruro di azoto è un ossidante potente ma lento, la sua azione si esplica efficacemente ad alte temperature.
NF3 ossida l'acido cloridrico a cloro biatomico:
{\displaystyle {\ce {2NF3\ +\ 6HCl->6HF\ +\ N2\ +\ 3Cl2}}}
È compatibile con l'acciaio e il monel, oltre a diverse materie plastiche. Si converte in tetrafluoroidrazina a contatto con i metalli, ma solo ad alte temperature:
{\displaystyle {\ce {2NF3\ +\ Cu->N2F4\ +\ CuF2}}}
Il trifluoruro di azoto reagisce con fluoro e pentafluoruro di antimonio (SbF5) comportandosi da base di Lewis accettando (formalmente) un F+, mentre SbF5 si prende (formalmente) un F−, per dare il sale esafluoroantimoniato (SbF6−) di tetrafluoroammonio (NF4+):
{\displaystyle {\ce {NF3\ +\ F2\ +\ SbF5->NF4^{+}SbF6^{-}}}}
e tende ad agire come base di Lewis anche verso l'ossigeno, formando l'ossido di trifluoroammina F3N+−O−, molecola tetraedrica (C3v), isoelettronica allo ione tetraedrico (Td) NF4+; la reazione è condotta con scarica elettrica a -196 °C:
{\displaystyle {\ce {2NF3\ +\ O2->2ONF3}}}

### Chimica ionica in fase gassosa
Il trifluoruro di azoto è una molecola con un alto potenziale di ionizzazione, il valore sperimentale è 12,94 ± 0,01 eV, mentre il valore calcolato a livello G3 è 12,63 ± 0,04 eV. L'affinità elettronica calcolata di NF3 è riportata essere 1,71 eV e lo ione formato (NF3)− è previsto avere uno dei tre fluori con legame elongato rispetto agli altri due; la sua simmetria è Cs.

#### Affinità protonica e confronti
La molecola NF3 ha due tipi di siti basici: la coppia solitaria su N e le coppie solitarie su F. In fase gassosa risulta che il sito favorito per NF3, ma anche per AsF3, SbF3 e BiF3, è rappresentato dalla protonazione su F, mentre per PF3 è favorita la protonazione su P:
NF3 + H+   →   F2N–+F-H    (Cs)
PF3 + H+   →    F3P+-H    (C3v)
Il valore sperimentale dell'affinità protonica di NF3 è di 568,4 kJ/mol, il valore calcolato (566,9 kJ/mol) mostra un ottimo accordo; per gli altri trifluoruri, si hanno i valori: PF3 695,4 kJ/mol, AsF3 637,2 kJ/mol, SbF3 641,4 kJ/mol (calc.), BiF3 689,9 kJ/mol (calc.). L'affinità protonica di H2O è di 691 kJ/mol: ne segue che NF3 è il meno basico di tutti e lo è decisamente rispetto all'acqua, PF3  è un po' più basico di H2O, mentre tutti gli altri sono meno basici dell'acqua in fase gassosa.

#### Affinità per il catione metile
Anche il catione metilico CH3+ in fase gassosa è un acido di Lewis e può legarsi ad NF3. La corrispondente variazione di entalpia, cambiata di segno, è l'affinità per il catione metilico (methyl cation affinity). Il valore sperimentale riportato di questa affinità è di 224,3 kJ/mol, un valore che è circa la metà dell'affinità protonica. Anche qui potrebbero prodursi almeno due possibili isomeri, la metilazione su N e quella su F. Calcoli teorici a livello G2MS hanno permesso di stabilire che, al contrario del caso della protonazione, l'isomero metilato su N (H3C−+NF3), simmetria Cs, è il più stabile, mentre quello su F (H3C−+F−NF2), simmetria Cs, è meno stabile di 96,2 kJ/mol. L'affinità calcolata per il catione metilico risulta essere 230,9±10kJ/mol, che è in buon accordo con quella sperimentale menzionata. Il possibile isomero con il metile a ponte tra N e F (simmetria C1) non risulta un minimo nella superficie di energia potenziale, bensì un massimo, e quindi è uno stato di transizione. Alcuni parametri strutturali calcolati per l'isomero metilato più stabile, cioè lo ione trifluorometilammonio, sono i seguenti: 
r(C–N) = 149,9 pm; r(C–H) = 109,2 pm; r(N–F) = 134,4 pm; ∠(N-C-H) = 105,8°; ∠(C-N-F) = 112,3°; ∠(F-N-F) = 106,5°; gli angoli diedri H-C-N-F sono di 60°.
Si può notare che, in seguito alla metilazione su N, il legame N−F si accorcia rispetto a quello in NF3 (e rispetto al valore normale di 136 pm) e che l'angolo F-N-F si allarga e quindi si avvicina di più al valore tetraedrico dell'ibridazione sp3.

#### Affinità per cationi metallici
Come il catione H+ e CH3+, anche il catione litio Li+ può legarsi a siti basici di una molecola A per dare addotti del tipo (LiA)+. La corrispondente variazione di entalpia, cambiata di segno, è l'affinità per lo ione litio (lithium cation affinity). Anche in questo caso sono ipotizzabili isomeri per l'addotto (LiNF3)+: Li+ può legarsi a N (I, C3v), a un F (II, Cs), a 2 F (III, Cs) o anche a 3 F (IV, C3v). Per queste specie sono stati fatti calcoli teorici a vari livelli di teoria e risulta che, ad ogni livello di teoria, l'affinità è positiva per tutti gli isomeri e che i due più stabili sono gli addotti II e III e questo è stato poi confermato da altri calcoli teorici estesi anche a ioni Na+ e K+. I valori calcolati dell'affinità di NF3 per Li+ variano un po' a seconda dei livelli di teoria utilizzati, ma si attestano intorno a un po' più di 50 kJ/mol (cioè circa un ordine di grandezza minore dell'affinità protonica), mentre è via via minore per Na+ e K+.

## Applicazioni
Il trifluoruro di azoto viene utilizzato principalmente per rimuovere silicio e composti di silicio durante la produzione di dispositivi a semiconduttore come display LCD, alcune celle solari a film sottile e altri dispositivi di microelettronica. In queste applicazioni il trifluoruro di azoto viene inizialmente scomposto all'interno di un plasma. I radicali del fluoro risultanti sono gli agenti attivi che attaccano il silicio policristallino, il nitruro di silicio e l'ossido di silicio. Possono essere utilizzati anche per rimuovere siliciuro di tungsteno, tungsteno e alcuni altri metalli. Oltre a servire come agente di attacco nella fabbricazione di dispositivi, il trifluoruro di azoto è anche ampiamente utilizzato per pulire le camere per la PECVD.
Il trifluoruro di azoto si dissocia più facilmente all'interno di una scarica a bassa pressione rispetto ai composti perfluorurati (PFC) e all'esafluoruro di zolfo (SF6). La maggiore abbondanza di radicali liberi caricati negativamente così generati può produrre tassi di rimozione del silicio più elevati e fornire altri vantaggi di processo, come una minore contaminazione residua e una minore sollecitazione di carica netta sul dispositivo in fase di fabbricazione. Come agente di incisione e pulizia un po' più consumato, il trifluoruro di azoto è stato anche promosso come sostituto ambientalmente preferibile per l'esafluoruro di zolfo o per l'esafluoroetano.
L'efficienza di utilizzo delle sostanze chimiche applicate nei processi al plasma varia ampiamente tra le apparecchiature e le applicazioni. Una frazione considerevole dei reagenti viene sprecata nel flusso di scarico, e alla fine può essere emessa nell'atmosfera terrestre. I moderni sistemi di abbattimento possono ridurre notevolmente le emissioni in atmosfera. Il trifluoruro di azoto non è stato soggetto a significative restrizioni d'uso. La relazione annuale sulla produzione di trifluoruro di azoto, consumo ed emissioni di rifiuti da parte dei grandi produttori è stato richiesto in molti paesi industrializzati in risposta alla crescita atmosferica osservata e al protocollo di Kyoto.
Il fluoro gassoso, che è estremamente tossico (F2, fluoro biatomico) è un sostituto climaticamente neutro del trifluoruro di azoto in alcune applicazioni di produzione. Richiede una manipolazione e precauzioni di sicurezza più rigorose, in particolare per proteggere il personale di produzione.
Il trifluoruro di azoto viene utilizzato anche nei laser a fluoruro di idrogeno e fluoruro di deuterio, che sono tipi di laser chimici. Lí NF3 è anche preferito al fluoro gassoso a causa delle sue proprietà di manipolazione più convenienti.

## Gas serra

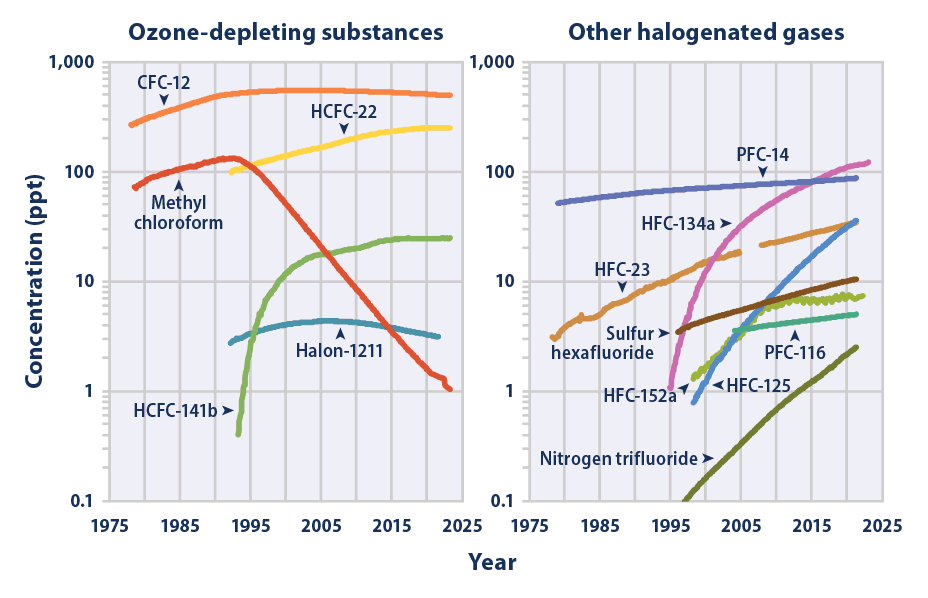
La crescita della concentrazione atmosferica del trifluoruro di azoto dagli anni '90 è mostrata nel grafico a destra, insieme a un sottoinsieme di gas artificiali simili. Notare la scala logaritmica.

Il trifluoruro di azoto è un gas serra, con un potenziale di riscaldamento globale (GWP) 17200 volte superiore a quello dell'anidride carbonica (CO2) rispetto a un periodo di 100 anni. Il suo GWP lo colloca secondo solo all'esafluoruro di zolfo nel gruppo dei gas serra riconosciuti da Kyoto e il trifluoruro di azoto è stato inserito in tale raggruppamento a partire dal 2013 e dall'inizio del secondo periodo di impegno del protocollo di Kyoto. Ha una vita atmosferica stimata di 740 anni, sebbene altri lavori suggeriscano una durata leggermente più breve di 550 anni (e un corrispondente GWP di 16800).
Sebbene il trifluoruro di azoto abbia un GWP elevato, per molto tempo si è ritenuto che il suo forzante radiativo nell'atmosfera terrestre fosse piccolo, presumendo falsamente che solo piccole quantità venissero rilasciate nell'atmosfera. Applicazioni industriali di routine del trifluoruro di azoto lo scompongono, mentre in passato si utilizzavano composti regolati come l'esafluoruro di zolfo e il PFC. Applicazioni ad alto volume come la produzione di memorie DRAM per computer, la produzione di schermi piatti e la produzione su larga scala di celle solari a film sottile utilizzano il trifluoruro di azoto.

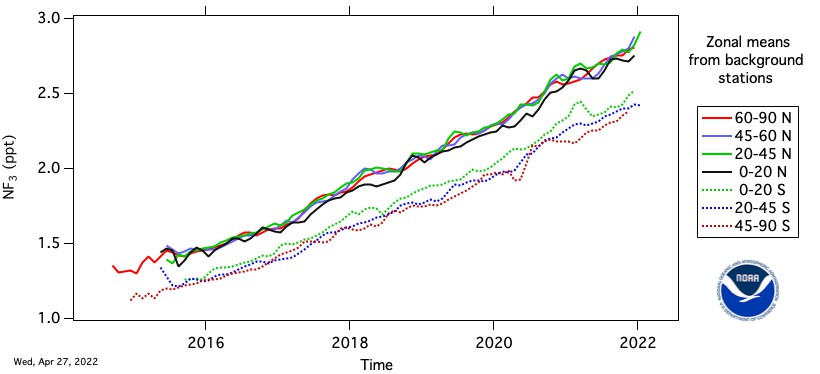
Concentrazione di trifluoruro di azoto a diverse latitudini dal 2015.

Dal 1992, anno in cui sono state prodotte meno di 100 tonnellate, la produzione è cresciuta fino a raggiungere le 4000 tonnellate stimate nel 2007 e si prevede che aumenterà in modo significativo. La produzione mondiale di trifluoruro di azoto dovrebbe raggiungere le 8000 tonnellate all'anno entro il 2010. Di gran lunga il più grande produttore mondiale di trifluoruro di azoto è la società statunitense di gas e prodotti chimici industriali Air Products & Chemicals. Si stima che circa il 2% del trifluoruro di azoto prodotto viene rilasciato nell'atmosfera. Uno studio ha previsto che la concentrazione atmosferica massima è inferiore a 0,16 parti per trilione (ppt) in volume, il che fornirà meno di 0,001 Wm−2 di forzatura IR. La concentrazione troposferica media globale di trifluoruro di azoto è aumentata da circa 0,02 ppt (frazione molare di aria secca) nel 1980, a 0,86 ppt nel 2011, con un tasso di aumento di 0,095 ppt all'anno, ovvero circa l'11% all'anno, e un gradiente interemisferico coerente con le emissioni che si verificano in modo schiacciante nell'emisfero settentrionale, come previsto. Questo tasso di aumento nel 2011 corrisponde a circa 1200 tonnellate/anno di emissioni di trifluoruro di azoto a livello globale, ovvero circa il 10% delle stime di produzione globale di trifluoruro di azoto. Questa è una percentuale significativamente più alta di quella stimata dall'industria, e quindi rafforza la tesi per l'inventario della produzione di trifluoruro di azoto e per la regolazione delle sue emissioni. Uno studio parallelo suggerisce che il contributo delle emissioni di trifluoruro di azoto al bilancio complessivo dei gas serra della produzione di celle solari a film di silicio è chiaro.
L'UNFCCC, nell'ambito del protocollo di Kyoto, ha deciso di includere il trifluoruro di azoto nel secondo periodo di conformità al protocollo di Kyoto, che inizia nel 2012 e termina nel 2017 o nel 2020.

## Sicurezza
Il contatto cutaneo con il trifluoruro di azoto non è pericoloso ed è un irritante relativamente lieve per le mucose e gli occhi. È un irritante polmonare con una tossicità notevolmente inferiore agli ossidi di azoto (NOx) e la sovraesposizione per inalazione provoca la conversione dell'emoglobina nel sangue in metaemoglobina, che può portare alla condizione metaemoglobinemia. Lo statunitense National Institute for Occupational Safety and Health (NIOSH) specifica che la concentrazione immediatamente pericolosa per la vita o la salute (valore IDLH) è 1000 ppm.